# Molenbeek (Erpe-Mere Bovenschelde)
Pour les articles homonymes, voir Molenbeek.
Ne doit pas être confondu avec le ruisseau Molenbeek-Ter Erpenbeek
Le Molenbeek (ruisseau du Moulin) est un ruisseau  de 22 km de long situé dans la région du Denderstreek, en Belgique. C'est un affluent de l'Escaut. Le Molenbeek prend sa source à Grotenberge, et se jette dans l'Escaut à Wichelen. 
La surface de son bassin versant est de 52,76 km².

## Le bassin
Le bassin du Molenbeek se trouve dans la province de Flandre-Orientale, et passe dans les communes de :
- Wichelen (Schellebelle, Serskamp, Wichelen)
- Lede (Wanzele, Impe, Smetlede, Papegem, Lede, et Oordegem)
- Erpe-Mere (Erondegem, Vlekkem, Ottergem, Bambrugge, Egem, et Burst)
- Herzele (Borsbeke, Herzele, Ressegem, et Hillegem)
- Hautem-Saint-Liévin (Vlierzele, Zonnegem, Letterhoutem)
- Zottegem (Grotenberge et Leeuwergem)

De la source à l'embouchure, le Molenbeek a les affluents suivants: Valleibeek, Fonteinbeek, Doormansbeek, Kasteelgracht, Hellegat, Smoorbeek, Kokelaarsbeek, Zijpbeek, Trotgracht, Overimpebeek, Beekveldzijp, Wellebeek et Vijverbeek.

## Moulins

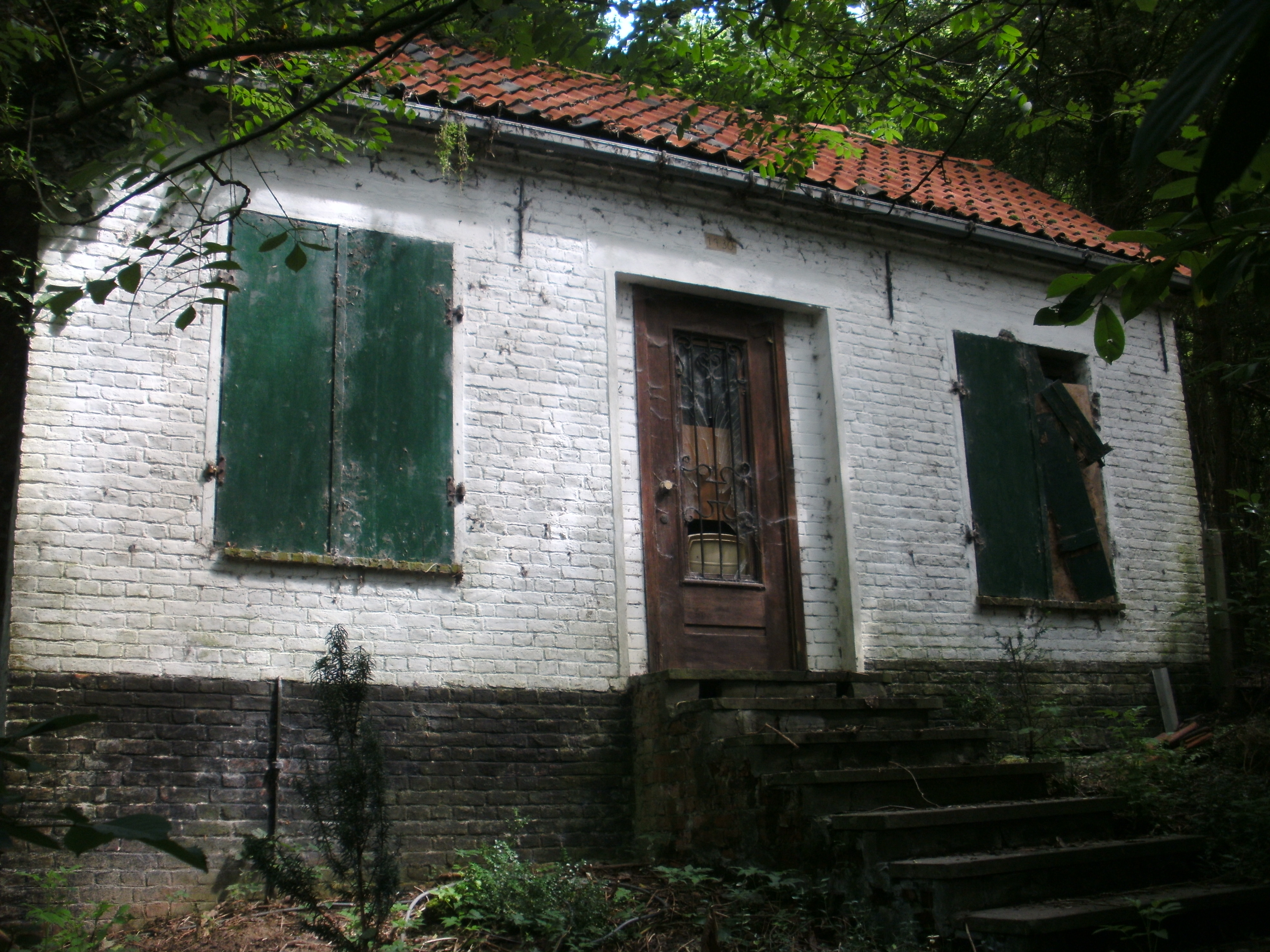
Le carter de la Egemmolen à Bambrugge
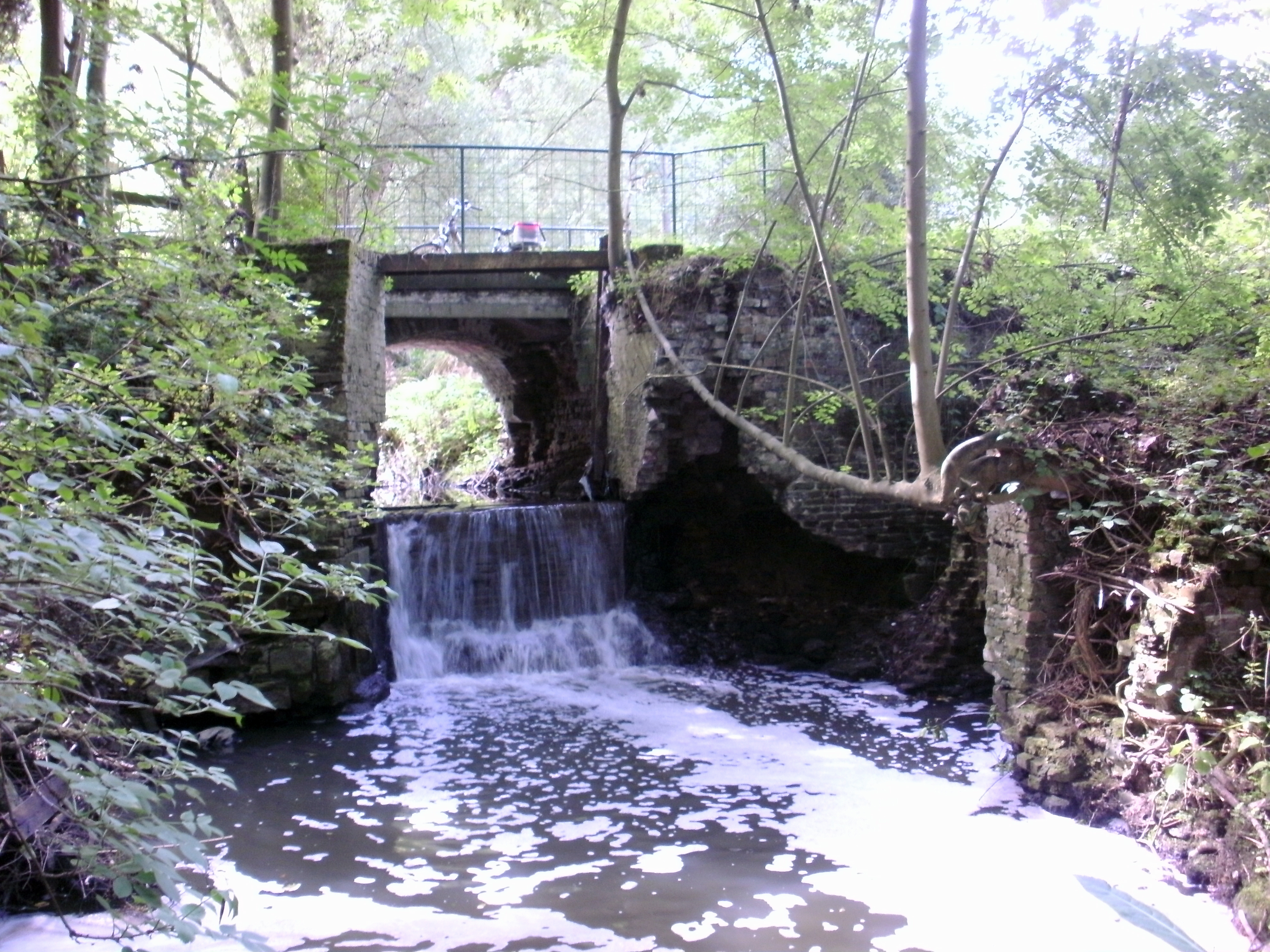
Les vestiges de la Egemmolen à Bambrugge
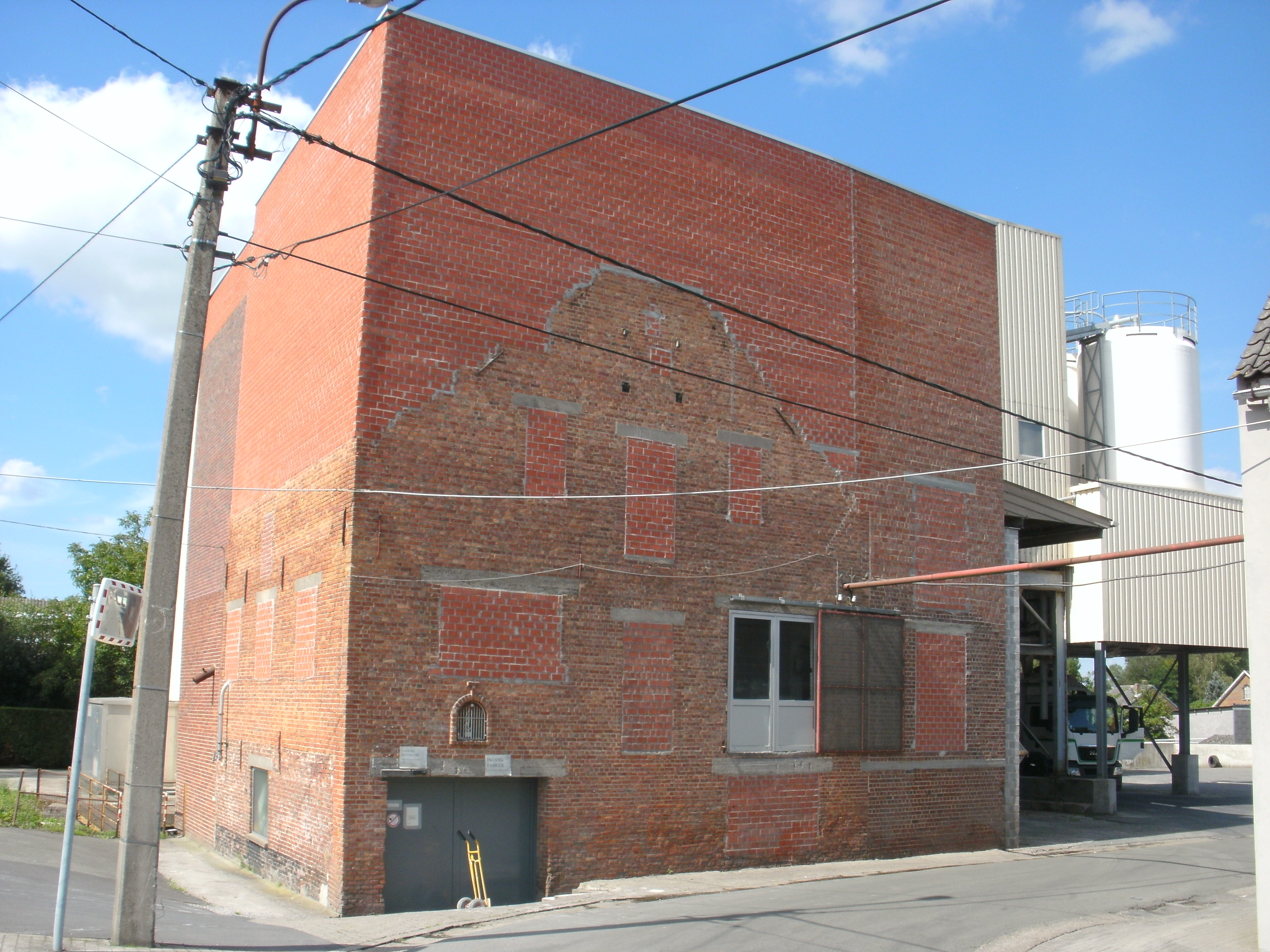
Vue de face des Molens Van Sande à Bambrugge
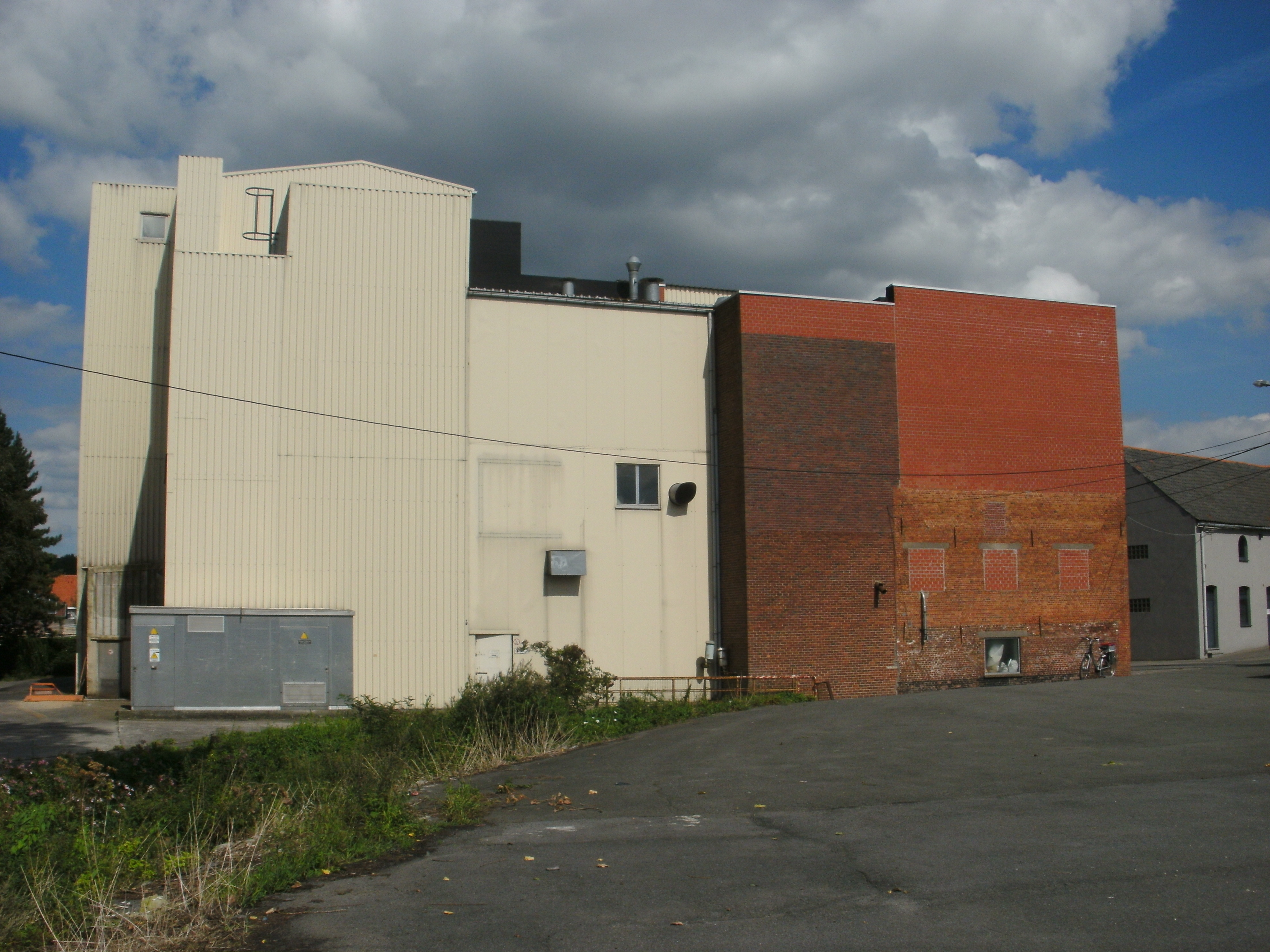
Vue latérale des Molens Van Sande à Bambrugge
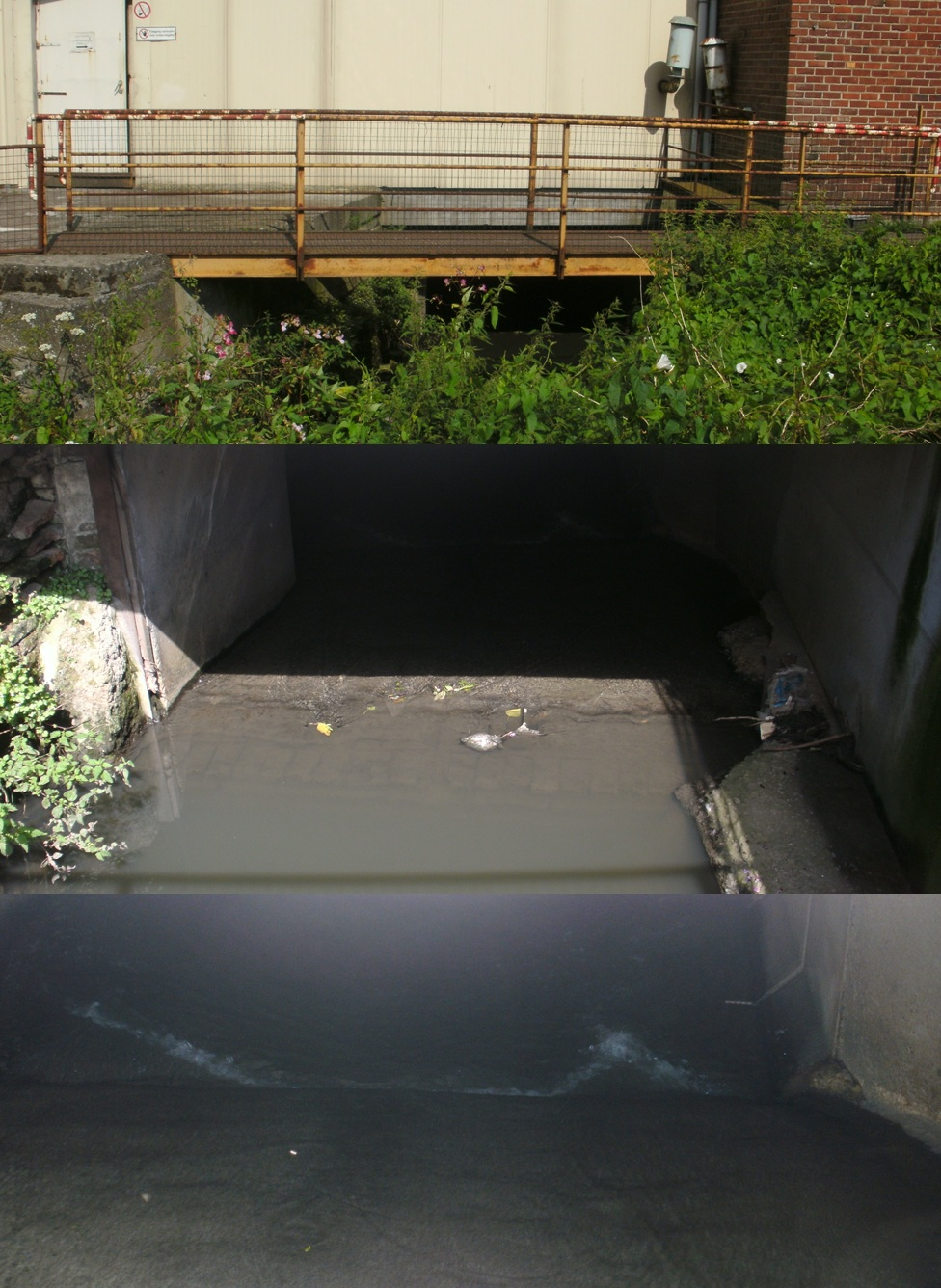
Place où la roue de moulin des Molens Van Sande était à Bambrugge
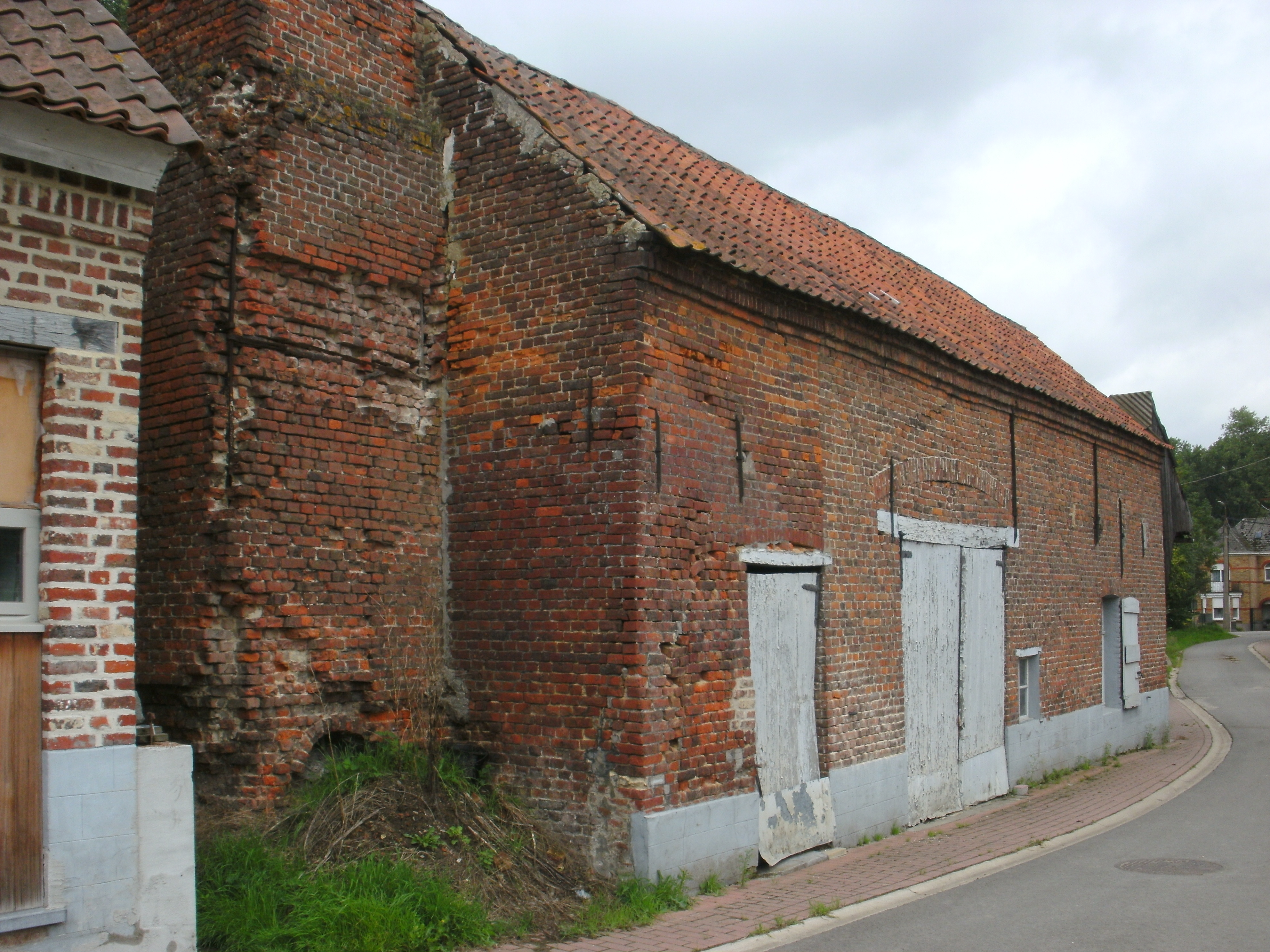
Vue de face de la De Watermeulen à Ottergem
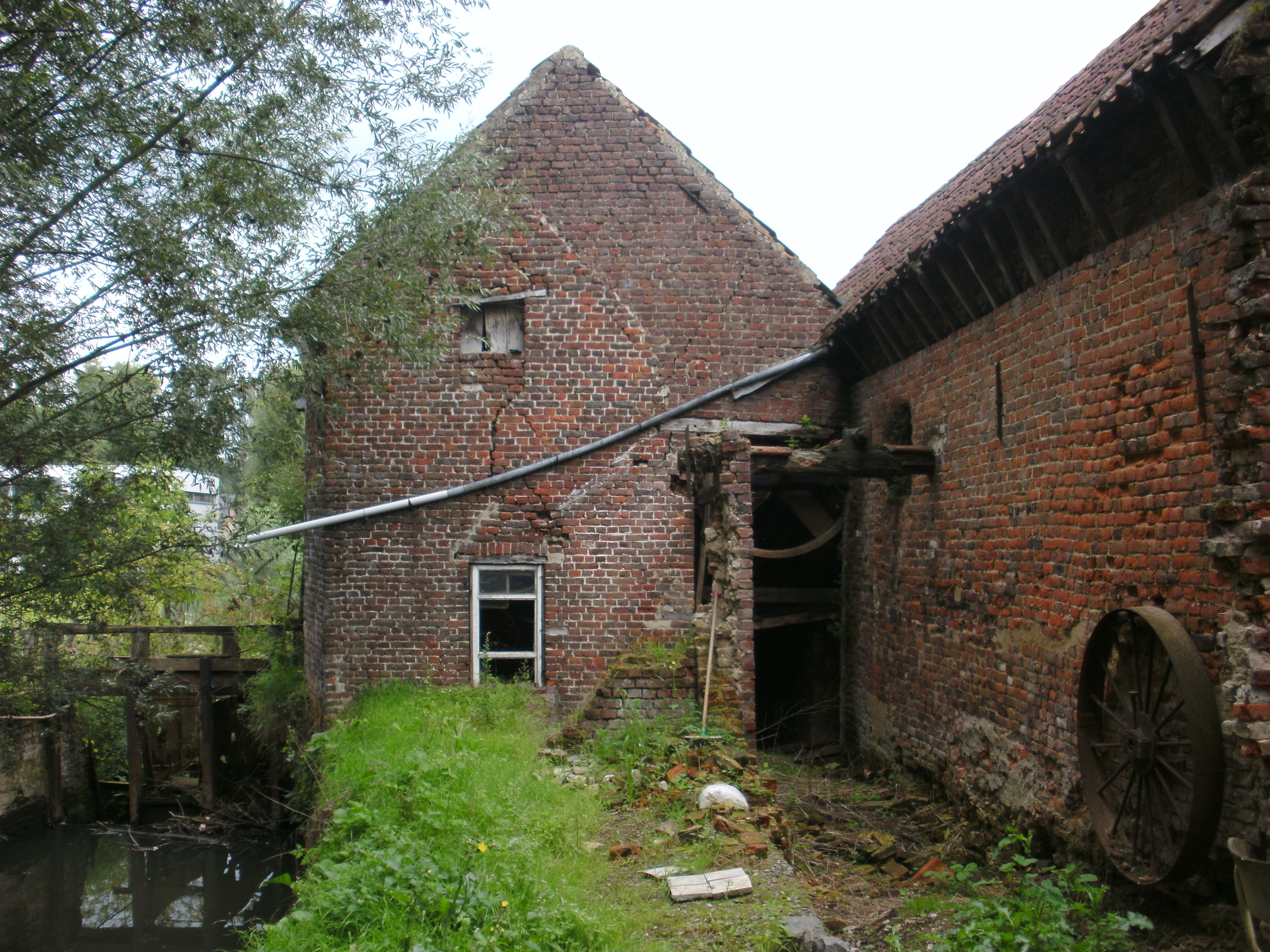
Vue de derrière de la De Watermeulen à Ottergem
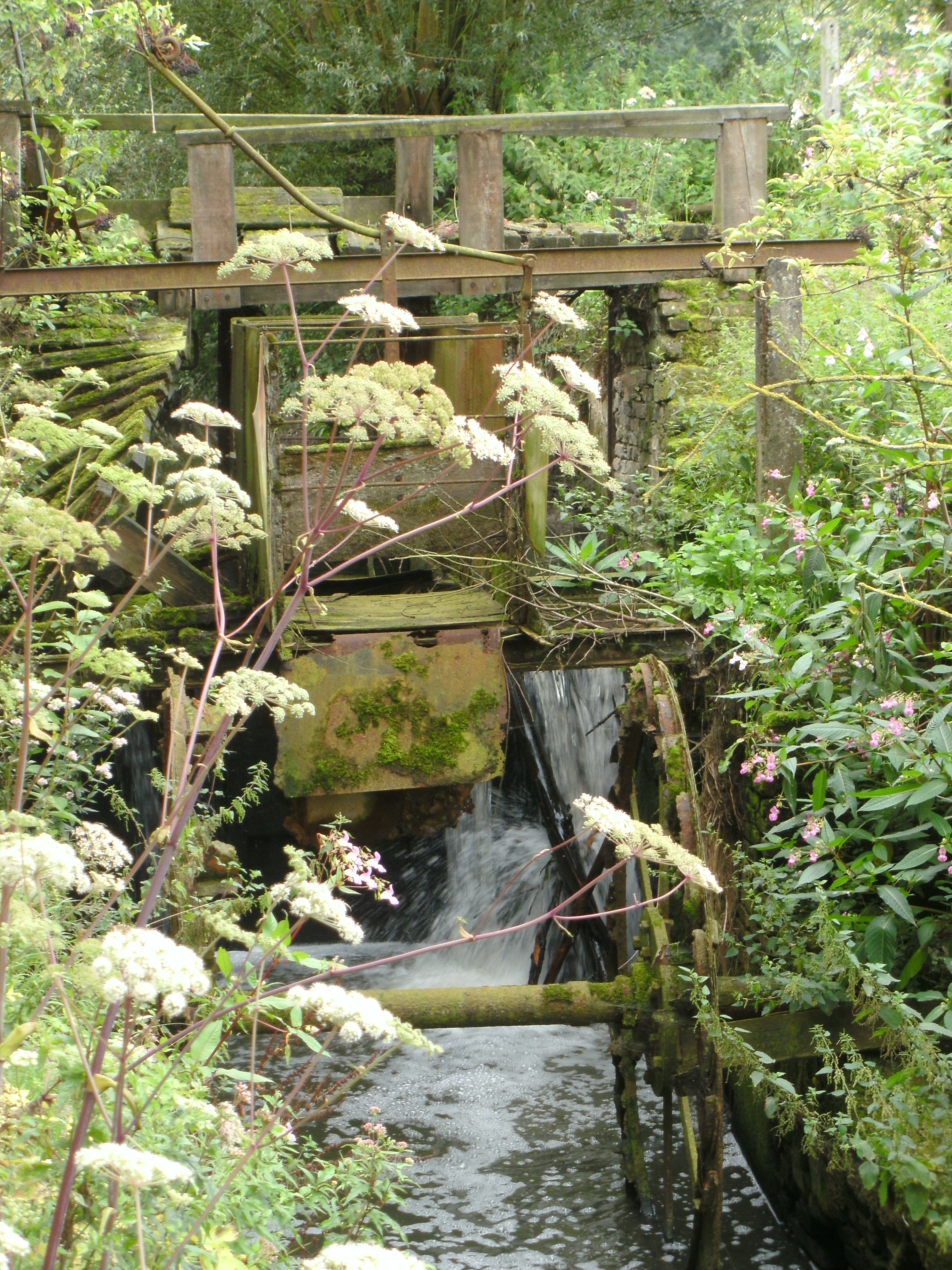
La roue de moulin de la De Watermeulen à Ottergem
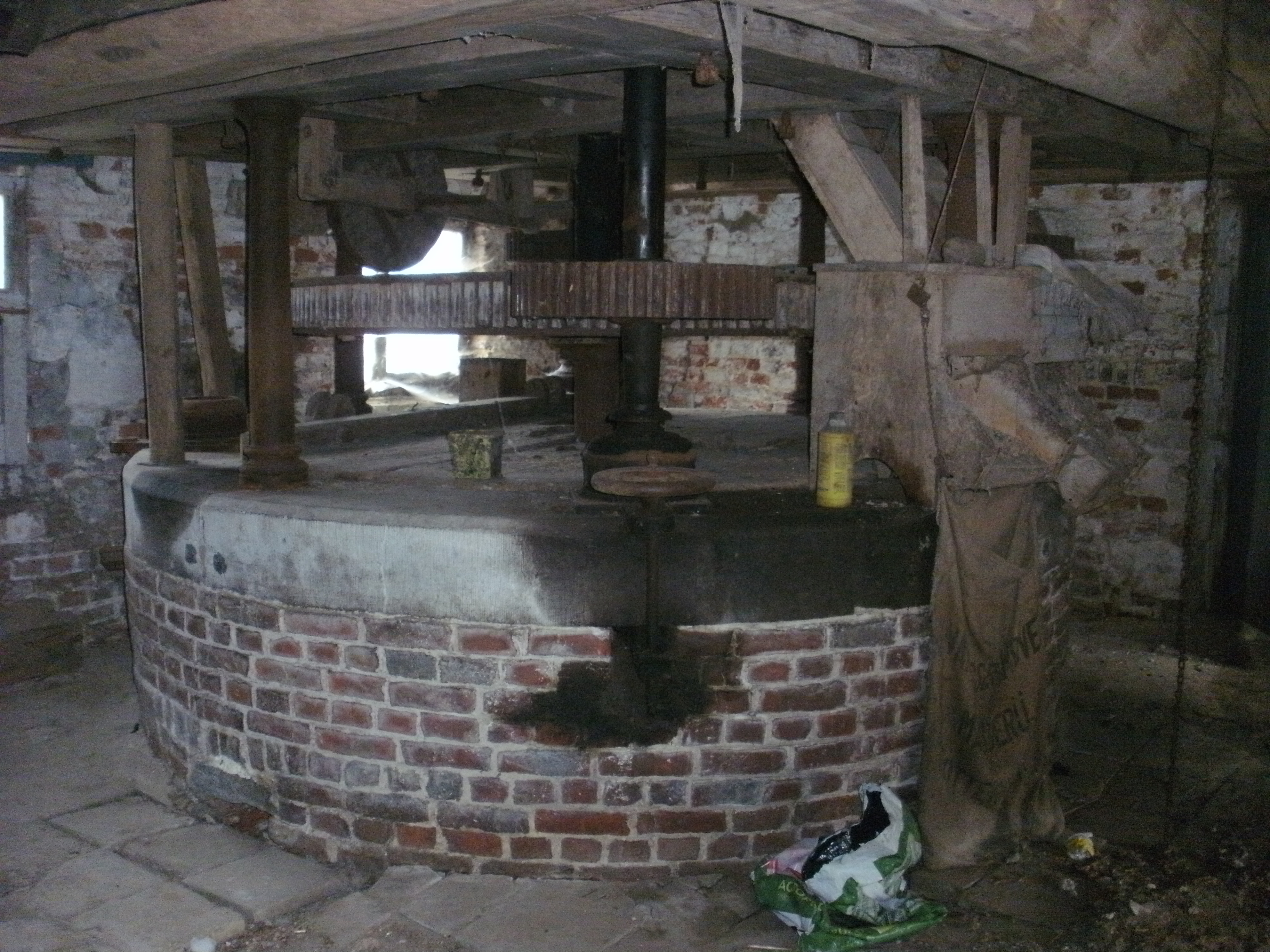
La De Watermeulen à l’intérieur à Ottergem

## Lien
- La carte du bassin les Trois Molenbeken